# Vibyggerå församling
Vibyggerå församling är en församling i Ådalens kontrakt i Härnösands stift. Församlingen ingår i Kramfors pastorat och ligger i Kramfors kommun i Västernorrlands län, Ångermanland.

## Administrativ historik
Församlingen har medeltida ursprung. 
Församlingen utgjorde före omkring 1350 ett eget pastorat för att därefter till 1836 vara annexförsamling i pastoratet Nordingrå, Ullånger och Vibyggerå. Från 1836 till 1962 utgjorde församlingen ett eget pastorat. Från 1962 till 2018 var församlingen annexförsamling i pastoratet Ullånger och Vibyggerå. Församlingen ingår från 2018 i Kramfors pastorat.

## Kyrkoherdar
| 1837–1841 | Petrus Læstadius              | 1802–1841 |                                             |
| 1845–1858 | Lars Bergström                |           | Senare kyrkoherde i Indals församling.      |
| 1858–1870 | Simon Brandell                | 1822–1895 | Senare kyrkoherde i Skellefteå församling.  |
| 1870–1876 | Gustaf Edström                | 1836–1908 | Senare kyrkoherde i Nordmalings församling. |
| 1877–1885 | Abraham Löf                   |           | Senare kyrkoherde i Helgums församling.     |
| 1885–1900 | Hans Fredrik Silén            | 1855–1915 | Senare kyrkoherde i Sidensjö församling.    |
| 1900–1906 | Per Söderlind                 | 1865–1947 | Senare domprost i Härnösands församling.    |
| 1906–1919 | Karl Petrus Teodor Gustafsson | 1873–     | Senare kyrkoherde i Älvsby församling.      |

## Kyrkor
- Vibyggerå gamla kyrka
- Vibyggerå nya kyrka
- Markums kapell